# Гуннар Брагі Свейнссон
Гуннар Брагі Свейнссон (ісл. Gunnar Bragi Sveinsson; нар. 9 вересня 1968, Сейдаркрокюр, Ісландія) — ісландський політик з Прогресивної партії.
Він є членом Альтингу (парламенту Ісландії) від Північно-Західного округу Ісландії з 2009 року. Був головою парламентської групи Прогресивної партії у 2009–2013 рр. 23 травня 2013 Гуннар Брагі був призначений міністром закордонних справ.